# تک‌زبانگی
تک‌زبانگی یا Monoglottism (یونانی μόνος monos، «تنها، منفرد»، + γλῶττα glotta، «زبان») یا، به‌طور معمول، «monolingualism» یا به فارسی: تک‌زبانی، تک‌زبانگی، شرایط و توانایی صحبت کردن تنها به یک زبان و برخلاف چندزبانگی است. در زمینه‌ای متفاوت، «تک‌زبانگی» ممکن است به یک سیاست زبانی اشاره داشته باشد که یک زبان رسمی یا ملی را بر دیگران اعمال می‌کند.
تک زبانه بودن یا «unilingual» بودن همچنین به متن، فرهنگ لغت یا مکالمه ای گفته می‌شود که فقط به یک زبان نوشته یا انجام شده‌است، و به موجودیتی گفته می‌شود که در آن یک زبان واحد یا استفاده می‌شود یا به‌طور رسمی به رسمیت شناخته می‌شود (به ویژه هنگامی که با موجودیت‌های دوزبانه یا چند زبانه مقایسه می‌شود. در حضور افرادی که به زبان‌های مختلف صحبت می‌کنند). توجه داشته باشید که monoglottism تنها می‌تواند به عدم توانایی صحبت کردن به چندین زبان اشاره داشته باشد. تعداد سخنرانان چند زبانه از افراد تک زبانه در جمعیت جهان بیشتر است.

## هزینه‌ها
در مورد جهان غرب، اسنو و هاکوتا می‌نویسند که در یک تحلیل هزینه-فایده، انتخاب زبان انگلیسی به عنوان زبانی رسمی و ملی اغلب با هزینه‌های اضافی برای جامعه همراه بوده، زیرا انتخاب جایگزین چندزبانگی مزایای خاص خود را دارد.

### آموزش
بخشی از بودجه آموزش و پرورش برای آموزش زبان‌های خارجی تخصیص می‌یابد، اما تسلط دانش آموزان زبان خارجی کمتر از کسانی است که آن را در خانه یادگرفته اند.

### اقتصادی
کسب و کارهای بین‌المللی ممکن است به دلیل فقدان افراد متخصص در زبان‌های دیگر ممکن است دچار مانع شوند.

### امنیت ملی
برای آموزش پرسنل خدمات خارجی به زبان‌های خارجی باید پول خرج شود.

### زمان و تلاش
در مقایسه با نگهداری از زبانی که در خانه یادگرفته می‌شود، برای یادگیری آن در مدرسه به زمان و تلاش بیشتری نیاز است.

### فرصت‌های شغلی
«Kirkpatrick» ادعا می‌کند که تک زبانه‌ها در بازار کار بین‌المللی نسبت به دوزبانه‌ها در موقعیت بدتری قرار دارند.